# 趙偕
趙偕（?—?），字子永。浙东慈溪人。学者称宝峰先生。
早年热衷于科举，後來認為“非身心之益，弃不治”。讀罷楊簡之書後曰：“道在兹矣，何他求为﹖”。講學於大寶山，創静明宝峰学派，学者称宝峰先生。